# Abandon Kansas
Abandon Kansas is een Amerikaanse alternatieve rockband, afkomstig uit Wichita (Kansas), opgericht in 2005 en voor onbepaalde tijd in 2015.

## Bezetting
Huidige bezetting
- Jeremy Spring (leadzang, e-gitaar)
- Nick Patrick (basgitaar)
- Logan Rine (e-gitaar)

Voormalige leden
- Brian Scheideman (drums)
- Brian Nixon (keyboards, achtergrondzang)
- Chris Martin (basgitaar)
- Sam Presley (basgitaar)
- Tyler Clarensau (keyboards, gitaar)

- Brad Regier (drums)
- Chet Kueffer (basgitaar)
- Michael Whipple (basgitaar)
- Brad Foster (gitaar)
- Derek Harsch (keyboards)

## Geschiedenis
Abandon Kansas werd geformeerd in 2005 in Wichita, Kansas. De oorsprong van de naam van de band is een woordspeling op de woorden A band in Kansas. Abandon Kansas bracht in 2005 hun eerste titelloze ep uit in eigen beheer, die weinig erkenning kreeg. Sindsdien heeft Abandon Kansas langzaamaan erkenning gekregen op de christelijke muziekmarkt, door radio-voertuigen zoals RadioU, videovoertuigen zoals TVU en muziekrecensiewebsites zoals Jesus Freak Hideout en Indie Vision Music. Abandon Kansas kreeg aandacht van lokale, onafhankelijke en enkele nationale locaties en bleef platen uitbrengen. Drie ep's en een volledige album werden uitgebracht van 2006 tot 2009. In 2009 tekende Abandon Kansas bij Gotee Records, een divers platenlabel opgericht door de christelijke popmuzikant Toby Mac. In de maanden die volgden, bracht Abandon Kansas één project uit. Hun debuut-ep We're All Going Somewhere bij Gotee Records werd uitgebracht op 8 september 2009. Het bevatte geen nummers die zouden worden herhaald op hun verdere volledige publicatie Ad Astra per Aspera. Het nummer Months and Years, vermeld als nummer 5, werd regelmatig in omloop gebracht door RadioU, een nationale radiovoertuig dat uitzendt vanuit Ohio en Californië, evenals van versterkers in de Verenigde Staten.
In 2011 bracht Abandon Kansas een maand later een tweede titelloze ep uit voordat ze hun debuutalbum bij Gotee Records uitbrachten. Abandon Kansas werd uitgebracht op 8 februari 2011 en bevatte vier nummers (inclusief twee herhalingen van hun publicatie van 2009) en twee video's. Ad Astra per Aspera werd uitgebracht op 8 maart 2011 en bevatte twee nummers van hun ep uit 2011. Abandon Kansas ging op tournee om hun volledige publicatie te promoten. Heaven Come My Way, vermeld als nummer één, werd gespeeld op RadioU. Abandon Kansas speelde op de Mother, May I?-tournee met Wavorly en Hyland. Begin 2011 hadden ze getoerd met Swimming with Dolphins, evenals Mike Mains & the Branches en From Indian Lakes tijdens de eerste etappe van de Ad Astra Per Aspera Record Release Tour. Tijdens de tweede etappe van de tournee traden ze op met Showbread, Quiet Science en The Wedding.
In 2014 tekende Abandon Kansas bij het onafhankelijke platenlabel van Emery en zou op 11 mei 2015 het derde album alligator uitbrengen.

## Discografie

### Studioalbums
- 2007:	You Build a Wall, I'll Build a Ladder (independent)
- 2011:	Ad Astra per Aspera	(Gotee Records)
- 2015:	alligator (Bad Christian)

### Ep's
- 2005:	Abandon Kansas (independent)
- 2006:	Exactly What We Needed (independent)
- 2007:	Minutes (independent)
- 2009:	The Earth Falls Asleep (Acoustic EP) (independent)
- 2009:	We're All Going Somewhere (Gotee Records)
- 2011:	Abandon Kansas (Gotee Records)
- 2013:	Turn It To Gold (Gotee Records)
- 2013:	A Midwest Summer (independent)